# Floron-schaal
De Floron-schaal is een binnen Nederland gestandaardiseerde scoringsmethode voor het tellen of schatten van de abundantie van (onder)soorten van vaatplanten en soms ook (korst)mossen. De methode werd ontwikkeld door Floron en werd oorspronkelijk alleen gebruikt binnen de door deze organisatie georganiseerde projecten in de floristiek. Daarna werd de Floron-schaal ook ingevoerd als de standaardschaal voor de telmethode van karteringen voor het Subsidiestelsel Natuur en Landschap en voor Natura2000-gebieden. Anders dan bij de Tansley-schaal en de Braun-Blanquet-methode wordt de Floron-schaal nooit voor vegetatieopnamen gebruikt.
In de onderstaande tabel vindt men de schaal. De eerste klasse (0) wordt veelal niet gebruikt.
| Klasse | Aantal individuen | Oppervlakte (m²) |
| ------ | ----------------- | ---------------- |
| 0      | 0                 | 0                |
| A      | 1                 | < 1              |
| B      | 2–5               | 1–5              |
| C      | 6–25              | 5–25             |
| D      | 26–50             | 25–50            |
| E      | 51–500            | 50–500           |
| F      | 501–5000          | 500–5000         |
| G      | > 5000            | > 5000           |